# Łęg (powiat zwoleński)
Łęg – wieś w Polsce położona w województwie mazowieckim, w powiecie zwoleńskim, w gminie Kazanów].
W latach 1975–1998 miejscowość należała administracyjnie do województwa radomskiego.